# 2019年のカナダ
2019年のカナダ （2019ねんのカナダ）では、2019年のカナダに関する出来事について記述する。

## 国王等
- 国王（イギリス国王が兼位。）
  - 第6代: エリザベス2世 （1952年2月6日 - ）
- 総督
  - 第29代: ジュリー・ペイエット （2017年10月2日 - ）
- 首相
  - 第29代: ジャスティン・トルドー （カナダ自由党、2015年11月4日 - ）

## できごと

### 3月
- 3月30日-4月7日 - アルバータ州レスブリッジで2019年世界男子カーリング選手権大会が開催され、カナダはスキップのケビン・クーイー（英語版）などのメンバーで準優勝。優勝はスウェーデン。

### 5月
- 5月24日 - MLB・トロント・ブルージェイズのキャバン・ビジオがサンディエゴ・パドレス戦で公式戦初出場、ブラディミール・ゲレーロ・ジュニアとあわせて史上初となるアメリカ野球殿堂の父親を持つ2人が同時出場[1]。
- 5月30日-6月13日 - 北米プロバスケットボールのNBAファイナルが初めてカナダで開催され、トロント・ラプターズがゴールデンステート・ウォリアーズを4勝2敗で破り、球団創設24年目で初優勝[2]。

### 6月
- 6月9日 - 2019年のF1世界選手権・2019年カナダグランプリ。
- 6月10日 - トルドー首相が2021年までに使い捨てプラスチックを禁止する方針を表明[3]。

### 8月
- 8月8日 - MLB・トロント・ブルージェイズのボー・ビシェットがニューヨーク・ヤンキース戦で史上初となる9試合連続二塁打を達成（従来の記録はデレク・リーとヤディアー・モリーナの8）[4]。
- 8月14日 - カナダ議会倫理委員会、大手建設会社SNC-Lavalin社の贈賄事件で、ジャスティン・トルドー首相が刑事訴追から逃れるため、当時の司法長官に不当な圧力をかけたとする認定結果を発表した（SNC-Lavalin事件）[5]。
- 8月26日-9月8日 - 2019年全米オープン (テニス)の女子シングルスでオンタリオ州ミシサガ出身のビアンカ・アンドレースクが初優勝[6]。

### 9月
- 9月5日-15日 - 第44回トロント国際映画祭。
- 9月7日 - バハマで甚大な被害をもたらしたハリケーン・ドリアンがカナダ大西洋岸に接近し、大規模停電が発生[7]。
- 9月12日-14日 - フィギュアスケートの2019年オータムクラシックがオンタリオ州オークビルで開催され、キーガン・メッシングが男子シングルで3位。
- 9月17日 - MLB・トロント・ブルージェイズのキャバン・ビジオがボルチモア・オリオールズ戦でサイクル安打を達成。父のクレイグ・ビジオも達成しており、親子での達成は史上2度目[8]。
- 9月18日 - ジャスティン・トルドー首相がバンクーバーで教師をしていた頃、顔を茶色に塗って学校行事に参加していたことが発覚[9]。首相は、事実関係を認めた上で、「当時は人種差別とは考えていなかったが、行うべきではなかった」として陳謝した[9]。

### 10月
- 10月8日 - カナダ系アメリカ人のジェームズ・ピーブルスがノーベル物理学賞を受賞、受賞理由は「宇宙がビッグバン後にいかに進化したかを理解することに貢献した理論上の発見」[10]。
- 10月21日 - 2019年カナダ総選挙が施行され、与党自由党は20議席減で過半数を下回った。
- 10月25日-27日 - フィギュアスケートのISUグランプリシリーズの2019年スケートカナダが開催され、オタワ出身のナム・グエンが男子シングルで準優勝。